# A varázskorona
A varázskorona (eredeti cím: La Corona Mágica) 1989-ben futott spanyol televíziós rajzfilmsorozat, amelyet Juan Pina írt és rendezett.

## Szereplők
| Szereplő        | Eredeti hang           | Magyar hang       | Leírás                                        |
| --------------- | ---------------------- | ----------------- | --------------------------------------------- |
| Narrátor        | Narciso Ibáñez Menta   | Kristóf Tibor     | –                                             |
| Rahman          | Javier Horche          | Szabó Ottó        |                                               |
| Hanstor         | Amelia Jara            | Simonyi Balázs    |                                               |
| Zalk herceg     | Eduardo Jover          | Bor Zoltán        |                                               |
| Shaila hercegnő | Luisa María Armenteros | Kiss Erika        |                                               |
| Idún királynő   | Matilde Conesa         | Orosz Helga       |                                               |
| Zohak           | Luis Lorenzo           | Dobránszky Zoltán |                                               |
| Brigabor Király | Pedro Sempson          | Simon György      | Az egyik bolygó uralkodója, Zalk herceg apja. |
| Argio kapitány  | Carlos Marcet          | Beregi Péter      | Idún királynő hadnagya, Zohak vetélytársa.    |
| Muzak           | Juan Pedro De Aguilar  | Horkai János      |                                               |
| Hiwaga Sekim    | Ismael Abellán         | Csankó Zoltán     |                                               |
| Aclack          | N/A                    | Fekete Zoltán     |                                               |
| Sakiam          | N/A                    | Kiss Eszter       |                                               |
| Sach            | N/A                    | Csere Ágnes       |                                               |
| Shanapai        | N/A                    | Papp Ágnes        |                                               |
| Boalkas         | N/A                    | Jakab Csaba       |                                               |
| Harchanay       | N/A                    | N/A               |                                               |
| Gopul király    | N/A                    | Csernák János     |                                               |

További magyar hangok: Balázsi Gyula, Forgács Gábor, Galgóczy Imre, Imre István, Kassai Ilona, Kárpáti Tibor, Orosz István, Pethes Csaba, Uri István, Wohlmuth István

## Epizódlista
| #  | Magyar cím              | Eredeti cím             |
| -- | ----------------------- | ----------------------- |
| 1  | Hanstor kristálya       | El Cristal de Hanstor   |
| 2  | Idún szépsége           | La Belleza de Idún      |
| 3  | A korona elvesztése     | La Perdida de la Corona |
| 4  | Idún fogságába          | Apresados por Idún      |
| 5  | A fekete bolygó         | El Planeta Negro        |
| 6  | A kísértet város        | La Ciudad Perdida       |
| 7  | Zohak varázsereje       | La Magia de Zohak       |
| 8  | Útban a barlang felé    | Llegenda a la Caverna   |
| 9  | A labirintus            | En el Laberinto         |
| 10 | A hét bűvös kapu        | Las Siete Puertas       |
| 11 | Lir                     | Lir                     |
| 12 | Hanstor fogságba kerül  | La Captura de Hanstor   |
| 13 | A fekete tó             | El Lago Negro           |
| 14 | A gopulok               | Las Gopul               |
| 15 | Rahman álma             | El Sueno de Rahman      |
| 16 | Balark                  | Balark                  |
| 17 | A fénylő tó             | El Lago Luminoso        |
| 18 | Rahman csapdába esik    | La Derrota de Rahman    |
| 19 | Idún győzelme           | La Victoria de Idún     |
| 20 | Az elsüllyedt űrhajó    | La Nave Sumergida       |
| 21 | Zohak árulása           | La Ambicion de Zohak    |
| 22 | Zalk és a csodanövény   | Zalk y la Planta Magica |
| 23 | A tűz sárkánya          | El Dragon de Fuego      |
| 24 | Shaila bolygóján        | En el Planeta de Shaila |
| 25 | Zalk győzelme           | El Triunfo de Zalk      |
| 26 | Újra otthon Brigaborban | Regreso a Brigabor      |